# Chiesa di Santa Maria Assunta (San Vito di Fagagna)
La chiesa di Santa Maria Assunta è la parrocchiale di Silvella, frazione di San Vito di Fagagna, in provincia e arcidiocesi di Udine; fa parte della forania del Friuli Collinare.

## Storia
Il luogo di culto a servizio del borgo di Silvella fu edificato nel corso del XVI secolo e venne interamente restaurato intorno al 1700, come concesso dal capitolo dei canonici di Cividale l'anno precedente; l'alta torre campanaria adiacente alla struttura fu aggiunta soltanto nel 1863.
Il tempio, danneggiato dal terremoto del Friuli del 1976, fu conseguentemente risistemato tra il 1991 e il 1992; nel frattempo, negli anni ottanta era stato adeguato alle norme postconciliari mediante l'aggiunta dell'ambone e dell'altare rivolto verso l'assemblea.
L'edificio fu sottoposto a nuovi interventi di restauro e consolidamento strutturale tra il 2005 e il 2009, interessando inizialmente la sola chiesa e successivamente anche il campanile.

## Descrizione

### Esterno
La facciata a capanna della chiesa, rivolta a levante e abbellita da tre grandi specchiature, presenta centralmente il portale d'ingresso architravato e sopra l'iscrizione dedicatoria "DOM alla B. V. Ass.".
Accanto alla parrocchiale si erge il campanile in pietra a base quadrata, la cui cella presenta su ogni lato una bifora ed è coperta dal tetto a quattro falde.

### Interno
L'interno dell'edificio si compone di un'unica navata, sulla quale si affacciano le cappelle laterali introdotte da archi a tutto sesto e le cui pareti sono scandite da paraste sorreggenti la trabeazione modanata e aggettante sopra la quale si imposta la volta a botte ribassata; al termine dell'aula si sviluppa il presbiterio, rialzato di alcuni gradini e chiuso dall'abside di forma rettangolare.